# Glärnisch
El Glärnisch es un macizo situado en los Alpes de Glaris, en la Suiza central. El área que ocupa pertenece en su totalidad al cantón de Glaris. La ciudad de Glaris se encuentra al este, justo al pie del macizo.
Está compuesto por dos crestas montañosas ordenadas en forma de V, encerrando estas el glaciar Glärnischfirn, que fluye hacia el suroeste.
Sobresalen los siguientes picos:
- Bächistock (2914 m)
- Vrenelisgärtli (2904 m)
- Ruchen (2901 m)
- Rad (2661 m)
- Vorderglärnisch (2327 m)

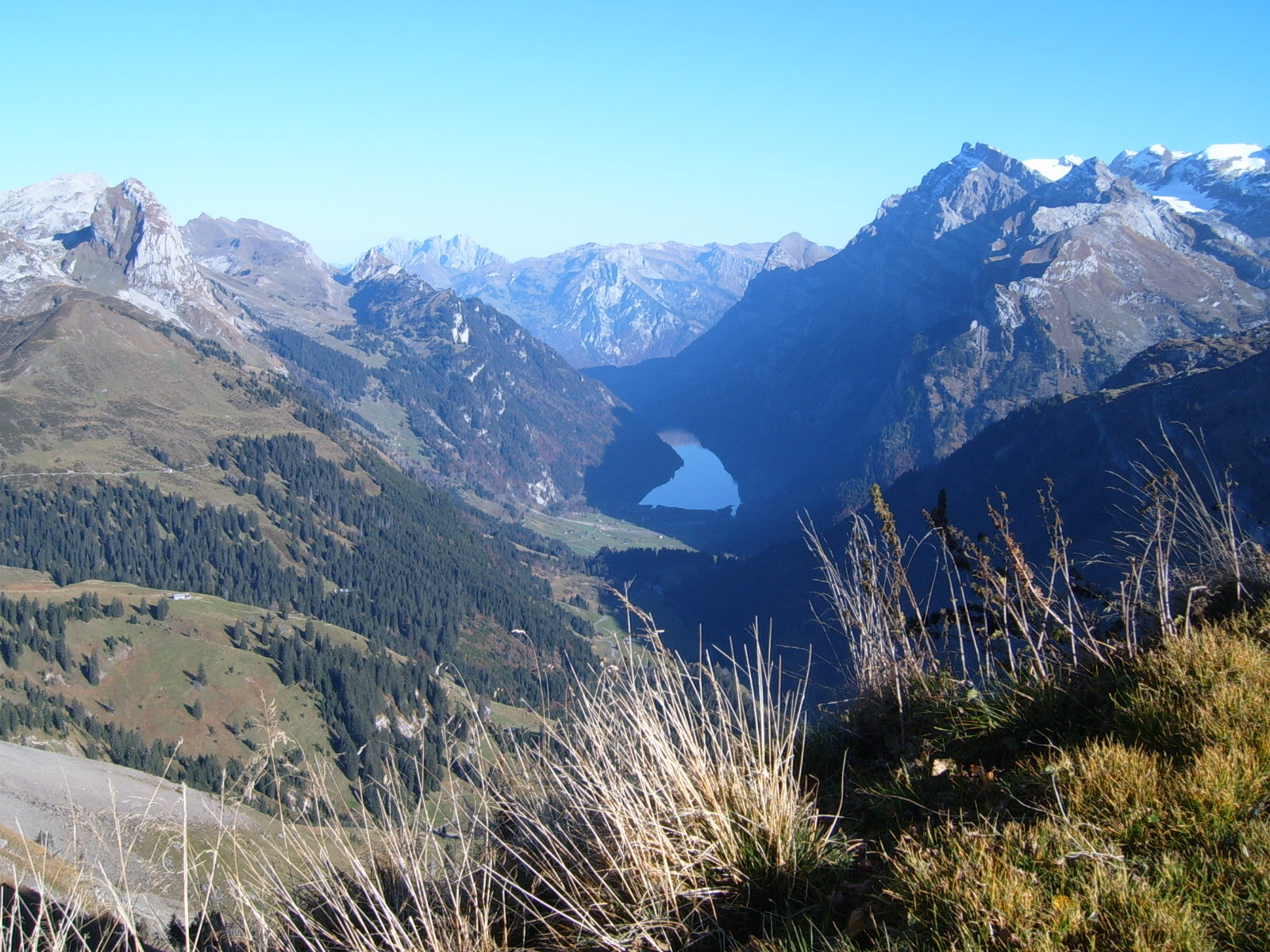
El Glärnisch (derecha) y el Valle del Klön.

Debajo de la cresta que une el Bächistock y el Vrenelisgärtli, situada en la pared sureste, hay varios glaciares, el Bächifirn y el Guppenfirn, que se extienden por todo el flanco del macizo.
Las laderas son extremadamente pendientes. Al norte caen con desniveles de hasta 1000 m hacia el Valle del Klön (Klöntal), en el que se encuentra el Lago de Klöntal (Klöntalersee).
En la ladera sureste se encuentran dos lagos de montaña: el Guppensee (1515 m s. n. m.) y el Oberblegisee (1422 m s. n. m.).
El Glärnisch está constituido en líneas generales por piedras calizas de la era terciaria y el jurásico.
- Datos: Q15260
- Multimedia: Glärnisch / Q15260